# Jules Dony
Julianus Josephus (Jules) Dony (Rummen België, 18 juli 1865 - 's-Hertogenbosch, 31 augustus 1949) in de literatuur doorgaans J.J. Dony genoemd, was een Belgisch architect.

## Leven en werk
De architect Ir. J.J. Dony studeert in 1888 af bij Joris Helleputte aan de Katholieke Universiteit Leuven. In 1890 is Dony daar docent tekenen. Na een sollicitatie naar de functie van directeur van de Koninklijke School voor Kunsten, Techniek en Ambacht (KTA) in 's-Hertogenbosch wordt hij in 1892 aangenomen. Hij is dan 26 jaar. Enkele van zijn leerlingen zijn Hendrik de Laat, Arnold van de Laar en Frans Kops. In 1917 neemt hij om gezondheidsredenen ontslag.
In 's-Hertogenbosch geniet hij vooral bekendheid als de stadsarchitect van de nieuwe Bossche wijk 't Zand. Hij heeft vanaf 1896 ruim zestig woonhuizen ontworpen, alle in neorenaissancestijl. Ook heeft hij de neogotische Leonarduskerk in deze wijk ontworpen.  Na 1913 heeft Dony zijn architectenbureau beëindigd en wordt consul van België met standplaats ´s-Hertogenbosch.

## Privé
In 1899 trouwt Jules Dony met Maria Johanna van Lanschot (1874-1952). Zij is de dochter van de burgemeester 's-Hertogenbosch H.F.M. van Lanschot. Het echtpaar krijgt één zoon, Franciscus Luciën Marie (Frans) Dony. Van hem zijn een paar antiekboeken verschenen.

## Bouwwerken
(Niet compleet)
| Bouw | Naam                                                                  | Plaats           | Bijzonderheden                                       | Afbeelding |
| ---- | --------------------------------------------------------------------- | ---------------- | ---------------------------------------------------- | ---------- |
| 1894 | Grafmonument Jhr. P.J. Bosch van Drakestein, Onze Lieve Vrouwekerkhof | Soesterberg      |                                                      |            |
| 1896 | 60 woningen wijk 'T Zand, waarvan 20 aan Stationsweg                  | 's-Hertogenbosch | afbeelding is woonhuis van JJ Dony                   |            |
| 1896 | Tilmanshof                                                            | 's-Hertogenbosch |                                                      |            |
| 1900 | Uitbreiding Den Eikenhorst                                            | Esch             |                                                      |            |
| 1901 | Huis Leeuwenstein                                                     | Vught            |                                                      |            |
| 1903 | Drakenfontein                                                         | 's-Hertogenbosch |                                                      |            |
| 1903 | Klooster en Taleninstituut Regina Coeli                               | Vught            | Na brand 1996 afgebroken                             |            |
| 1905 | Sint Leonarduskerk                                                    | 's-Hertogenbosch | afgebroken                                           |            |
| 1906 | Kasteel Onsenoort (incl. Kapel Mariënkroon)                           | Nieuwkuijk       | Uitbreiding kasteel naar kloosterfunctie Mariënkroon |            |
| 1910 | Maria-oord                                                            | Vught            |                                                      |            |
| 1914 | Ziekenhuis Johannes de Deo                                            | 's-Hertogenbosch |                                                      |            |